# 青い森の国から
『青い森の国から』（あおいもりのくにから）は、青森テレビ東京支社制作の青森県の生産品に関する広報番組である。制作局の青森テレビでは、2004年11月2日から2011年6月29日まで放送された。青森テレビのほかにも、BSデジタル放送局のBS-i（現・BS-TBS）やBSフジなどでも放送された。本記事では特に断りがない限り青森テレビでの放送日を基準とする。

## 概要
青森県内で生産される特産物の特長や魅力、及びこれらの産地の生産者を紹介し、それらの青森県産品を主に商品化している東京都内（もしくは近郊）の店舗もあわせて紹介された。番組後半は飲食店等の店舗紹介となっているが、本番組はグルメ情報番組ではなく、あくまでも青森県産品の消費促進のためのPRを意図して制作されている。

## 放送時間
| 放送地域 | 放送局             | 系列                    | 放送日時 | 備考   |
| -------- | ------------------ | ----------------------- | --- | ------ |
| 青森県   | 青森テレビ（ATV）  | TBS系列                 | 水曜日 19時54分 - 20時00分（2011年4月13日 - 2011年6月29日） 土曜日 18時55分 - 19時00分（2011年3月19日 - 2011年4月9日 木曜日 19時54分 - 19時58分（2010年4月22日 - 2011年3月10日） 土曜日 18時55分 - 19時00分（2010年4月3日 - 2010年4月17日） 木曜日 19時50分 - 19時55分（2009年4月2日 - 2010年3月25日） 木曜日 19時54分 - 20時00分（2004年11月2日 - 2009年3月26日） | 制作局 |
| 全国放送 | BSフジ             | BSデジタル放送          | 土曜日 21時55分 - 22時00分 | [ 3 ]  |
| 全国放送 | インターローカルTV | 110度CS放送 スカパー!e2 | 水曜日 19時15分 - 19時30分 日曜日 9時15分 - 9時30分（再放送） |        |

## ナレーター
- 坂本美雨（2004年11月2日 - 2007年3月25日）
- サガユウキ（2007年4月5日 - 2010年9月23日）
- 本仮屋ユイカ（2010年10月7日 - 2011年3月26日）
- 一戸恵梨子（2011年4月9日 - 2011年6月29日）

## 受賞歴
- 第30回（2005年度）JNNネットワーク協議会賞の定時番組活動部門 受賞

## その他
- 特産品プレゼントの宛先と番組ホームページは青森テレビとBSフジでは別々に開設されていた（ホームページについては外部リンクを参照）。なお、ATV側の宛先は青森テレビ東京支社宛で案内されていた。
- 本番組終了時に流れるエンドロールにおいて、「提供:東京電力」と表記していたことから、東京電力による一社提供番組になっていた（青森県には、東京電力が東通村に原子力発電所を建設するための土地を所有している。詳細はリンク先を参照）。2011年3月11日発生の東日本大震災および、福島第一原子力発電所事故発生後も、先述のとおりATVでは時間枠移動を行ったうえでしばらく放送を行っていたが、同年6月末を以って終了となり、これ以降、ATVでは天気予報を放送している。ディレクターは、TBS系列を担当する松田文治。